# リムフィヨルド

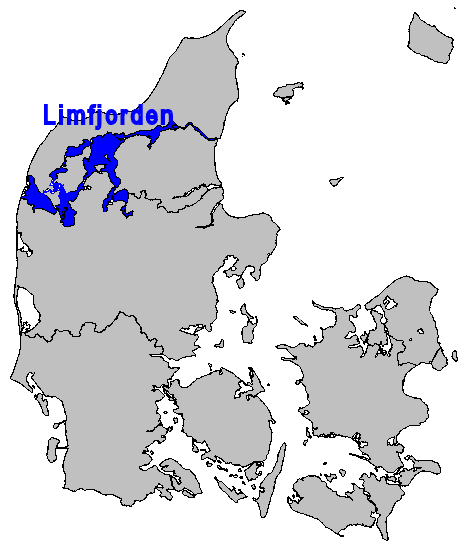
位置

リムフィヨルド（デンマーク語: Limfjorden）は、ユトランド半島北端にある海峡。ユトランド半島とヴェンシュセルチュー島を分けるものであり、カテガット海峡と北海を結んでいる。長さは約180km。細長く入り組んだ形状をしており、海峡の中にはモース島がある。また、複数の橋が架けられており、半島とヴェンシュセルチュー島・モース島を結んでいる。
リムフィヨルドの西端、北海に面した部分は砂州が発達している。ここでは、歴史時代に海峡が閉塞した記録が残されている。古くは北海とバルト海を結ぶ波浪が穏やかな航路として利用され、西暦1027年にはクヌーズ2世が通行したとされている。中世デンマークの歴史家のサクソ・グラマティクスは西暦1200年頃に閉塞したことを記している。1825年2月3日に嵐により、砂州の北端が崩壊し、アガ水道が形成された。1862年の嵐の際にはアガ水道より南へ約10kmの地点が侵食され、チュボレン水道が形成された。アガ水道は1877年までに再び閉塞された。現在は北からアガ地峡（アガ・タンゲ Agger Tange）の砂州が、南からハーボエア地峡（ハーボエア・タンゲ Harboør Tange）の砂州が南から伸び、中ほどにチュボレン水道が開けている地形となっている。
リムフィヨルド周辺には塩性湿地、砂地、草地、汽水域のラグーン、ヨシ原、アマモの藻場が多く、ハマシギ、エリマキシギ、コザクラバシガン、ハイイロガン、シロハラネズミガン、オオハクチョウ、コハクチョウ、コブハクチョウ、ヒドリガモ、オオバンなどの水鳥およびゼニガタアザラシが生息している。西部のアガ地峡・ハーボエア地峡一帯、中央部のモース島北東部とレグステアの間の広い水域およびオールボー西側のニベ一帯の広い水域の3ヶ所はラムサール条約登録地である。
リムフィヨルドに面した町としては東部にオールボー、西部にニュクービン・モースがある。